# Jorge Maggi
Jorge Alberto Maggi fue un piloto argentino de automóviles de competición y periodista deportivo, nacido el 2 de julio de 1941 en Buenos Aires, Argentina; y fallecido el 8 de noviembre de 1996 en Asunción, Paraguay. 
Su debut en el automovilismo se produjo en 1962 a bordo de un BMW 700. En los años '70 era asiduo participante en los campeonatos de Pista y Rally, siempre con Peugeot 504.
También competía habitualmente en el Rally de Argentina con puntos por el campeonato mundial de la especialidad, siendo su mejor ubicación un noveno puesto. Compitió en esta categoría con Peugeot 504 y Tavria ZAZ 1102.
Fue campeón argentino de Turismo Nacional en 1986 y 1987, conduciendo un Alfa Romeo GTV. 
Como periodista, escribió en los años '70 y '80 en la revista especializada Corsa.
Falleció a raíz de un paro cardíaco mientras ensayaba un Chevrolet Corsa en el autódromo de Aratirí, en Asunción, Paraguay.
- Datos: Q5935538